# 長谷川滋利
長谷川 滋利（はせがわ しげとし、1968年8月1日 - ）は、兵庫県加古川市出身の元プロ野球選手（投手、右投右打）、野球解説者。元オリックス・バファローズの副GM。

## 概要
投手としてオリックス・ブルーウェーブでは2度のリーグ優勝、1度の日本シリーズ優勝に貢献している。個人ではNPBで合計1個の主要表彰を獲得している。オリックス・ブルーウェーブに所属していた日本プロ野球（以下：NPB）の現役投手時代のニックネームは「シゲ」、メジャーリーグベースボール（以下：MLB）でのニックネームは「シギー」。
MLBでは主にリリーフとして9シーズンにわたり活躍し、日本人最多記録となる通算517試合に登板した。2019年から米国でプロゴルファーとして活動を開始し、現在日本のPGAプロ資格を取得すべく、プロテストに挑戦中である。

## 経歴

### プロ入り前
高砂市加古川市組合立宝殿中学校に在籍時、投手として第5回全国中学校軟式野球大会で優勝。東洋大姫路高校では2年春、2年夏、3年夏甲子園出場。41年ぶりに再開された立命館大学のスポーツ推薦を受けて経営学部に進学し、在学時は関西学生野球連盟で5度最優秀投手の表彰を受け通算40勝。1回生のときには古田敦也が4回生に在籍していた。また、同志社大学に在籍していた杉浦正則と同じ回生で、立同戦が大いに盛り上がった。
1990年のドラフトでオリックス・ブルーウェーブの1位指名を受け入団。入団時の背番号は17。

### オリックス時代
1991年には、4月11日の対西武ライオンズ戦（グリーンスタジアム神戸）で、先発投手として公式戦にデビュー。9回を完投したものの、4失点で黒星が付いた。この試合から6連敗を喫したものの、6月5日の対日本ハムファイターズ戦（東京ドーム）で先発したところ、9回1失点の完投で初勝利。7月に開催されたジュニアオールスターゲームでも、ウエスタン・リーグ選抜チームの先発で好投したことから、試合後に最優秀投手賞を授与された。さらに、レギュラーシーズンの後半戦で白星を積み重ねた結果、12勝9敗という好成績でパ・リーグの最優秀新人賞に選ばれた。1992年には、前年に続いて、レギュラーシーズンの開幕を先発ローテーションの一角で迎えた。開幕後は調子が上がらず、中盤には救援に回された。後半から先発に復帰すると、パ・リーグの最終規定投球回へ到達。しかし、打線の援護に恵まない試合が相次いだこともあって、シーズン通算では6勝8敗と負け越した。1993年から先発ローテーションに再び定着すると、1995年まで3年連続で2桁勝利を記録。11勝を挙げた1994年には、パ・リーグ最多の3完封勝利も記録した。1995年には、12勝、防御率2.89という好成績でチームのパ・リーグ初優勝に貢献したほか、オールスターゲームにも出場した。
その一方で、1993年からは契約更改のたびに、将来メジャーリーグ（MLB）へ挑戦する意向があることを球団側に伝達。1995年1月13日の契約更改では、年俸の大幅な増額（前年から5500万円増の推定7500万円）を勝ち取ったばかりか、球団代表の井箟重慶（当時）から「来年（1996年）MLBに行かせる」という確約を得た。実際にはこの確約どおりにことが運ばず、長谷川は1996年もチームに残留したが、球団ではMLB球団との間で長谷川のトレードを模索。長谷川は、成績こそ4勝6敗1セーブにとどまったものの、チームのパ・リーグ2連覇と日本シリーズ初制覇に貢献した。

### エンゼルス時代
前述した事情から、エド・クラビンを代理人に立てたうえで、1997年1月に金銭トレードでアナハイム・エンゼルスに移籍した。推定年俸57万ドルの1年契約で、日本人のプロ野球選手が金銭トレードでMLBの球団に移籍した事例は、この時の長谷川が初めてである。1997年4月5日のクリーブランド・インディアンス戦でメジャー初先発。NPBでもプレーしたフリオ・フランコやケビン・ミッチェルらを下位打線に擁するインディアンス打線に捕まり、5回9番サンディー・アロマーに本塁打、4番マット・ウィリアムスに二塁打を打たれるなど、4.1回を4失点で敗戦投手となるなどメジャーの洗礼を浴びた。15日のニューヨーク・ヤンキース戦の8回にリリーフ登板し、メジャー初勝利を挙げる。この時の帽子はアメリカ野球殿堂に飾られた。その後計4試合に先発したが0勝2敗、防御率7.10、WHIP1.73と結果を残せず、5月中旬からはリリーフに専念。リリーフとしては25試合に登板し1勝2敗、防御率3.04、WHIP1.24の成績で前半戦を折り返した。8月18日のロサンゼルス・ドジャース戦では野茂英雄と、20日のヤンキース戦では伊良部秀輝との対決もあった。9月7日のデトロイト・タイガース戦では延長12回から登板し、4回を1安打無失点8奪三振の好投で3勝目を挙げ、村上雅則の日本人メジャー最多登板数45を更新した。16日のミネソタ・ツインズ戦以降の3試合で再び先発登板したが、0勝1敗、防御率6.00、WHIP1.73と結果を残せなかったが、リリーフとしては後半戦も18試合の登板で2勝2敗、防御率2.54、WHIP1.30と好投した。オフには1年79万ドルでエンゼルスと再契約。1998年は6月4日のシアトル・マリナーズ戦でメジャー初セーブを記録し、前半戦は31試合の登板で3勝1敗1セーブ、防御率3.57、WHIP1.26の成績で前半戦を折り返す。8月24日のヤンキース戦では野茂に次ぎ日本人メジャーリーガー2人目となる100試合登板を達成。後半戦は30試合の登板で5勝2敗4セーブ、防御率2.64、WHIP1.15と好投。最終的にチームベストの防御率3.14を記録し、地元メディアの選出する年間チームMVP投票でゲーリー・ディサーシナに次ぐ2位の評価を受けた。オフには1年90万ドルで再契約し、日米野球にも出場する予定だったが、球団からの要請を受け辞退する。
1999年4月18日に1年90万ドル（2年目は年俸90万ドル、3年目は年俸115万ドルの球団オプション）で契約を延長。しかし前半戦は1先発を含む34試合の登板で1勝3敗、防御率4.17、WHIP1.47。後半戦はトロイ・パーシバルの出場停止処分を受けクローザーも務めるも、30試合の登板で3勝3敗2セーブ、防御率5.97、WHIP1.48。
2000年は5月に16試合の登板で4勝0敗2セーブ、防御率2.53、WHIP1.31と好調だったが、6月5日のサンフランシスコ・ジャイアンツ戦でバリー・ボンズに本塁打を打たれて初黒星。6月は9試合の登板で2勝2敗、防御率5.93、WHIP1.76。7月から8月1日のデトロイト・タイガース戦まで20回連続無失点を記録し、8月にはパーシバルの故障を受けてクローザーを務める。9月16日のミネソタ・ツインズ戦で日本人メジャーリーガー史上4人目の10勝目を挙げ、後半戦は30試合の登板で4勝3敗7セーブ、防御率1.84、WHIP1.13と好投を続けた。2001年は4月13日のマリナーズ戦でオリックス時代の後輩であったイチローと、MLBでの日本人初対決が実現した。遊撃手への内野安打を許したが、1勝目を挙げた。5月下旬から6月末まで右肩回旋筋板の部分裂傷で初の故障者リスト入りしたが手術は回避。復帰後は8月24日のヤンキース戦で日本人通算200勝目となる4勝目を記録。最終的にキャリア最少の46試合の登板に終わった。

### マリナーズ時代
2002年1月11日にシアトル・マリナーズと1年200万ドル（2年目は年俸250万ドルの球団オプション）で契約を結んだ。シーズン開始直後、ジョン・ハラマからロッカー横のテーピングに日本語で「わにのうで、わにのあし」と書かれるいたずらに遭うが、例年調子の悪かった4月を月間防御率0.00で終え、前半戦は防御率1.01、WHIP0.95と好投を見せ、ハラマのいたずら書きはゲン担ぎとしてロッカーにつけ続けた。しかし8月に4試合連続失点を喫するなど調子を落とし、後半戦は防御率5.45、WHIP1.61。オフには球団からオプションを行使されなかったが、11月7日に1年180万ドルで契約を延長した。2003年はそれまで「特殊な持ち方をするんでしっくりこない」という理由で習得を諦めていたフォークとツーシームを習得し、前年は通算で39だった奪三振が4月だけで10を記録する好調なスタートを切った。前半戦を失点4の防御率0.81で折り返し、オールスターゲームに出場。後半は佐々木主浩の故障を受けクローザーに起用される。10セーブ目を挙げた8月10日のヤンキース戦で球団新記録となる25試合連続無失点を樹立し、29試合まで記録を更新した。以降は勤続疲労で調子を落とすも、最終的に63試合の登板で2勝16セーブ、防御率1.48、WHIP1.10という好結果を残す。オフには2年630万ドルで契約を延長する。2004年はエディ・グアダードの加入に伴いセットアッパーとして起用される予定だったが、グアダードの故障に伴い開幕当初はクローザーとして起用された。
2005年は開幕から絶好調で防御率1点台をキープしていたが、6月10日のワシントン・ナショナルズ戦で6失点を喫する。7月24日には日本人初となる500試合登板を達成した。58試合以上の登板で翌年の契約が自動的に更新されるオプションが契約条項にあったが46試合の登板に終わり、オフにはFAとなった。その後、NPB/MLB数球団からのオファーがあったが「マウンド上でのモチベーションを維持することが困難になった」との理由で2006年1月に正式に引退を表明した。

### 現役引退後
2006年よりスポーツニッポン評論家に就任。NHK総合テレビやNHK BS1がアメリカ本土からMLB公式戦中継を放送する場合には、本数契約扱いの解説者として、中継先の球場から出演している。MLB Urban Youth Academyで総監督を務めており、2011年、2014年には日米親善少年野球大会でオレンジカウンティー選抜の監督を務め、野茂英雄が監督を務める日本選抜と対戦した。2013年からローカルの選手16歳から18歳が中心。育成チーム(PTC MAZDA)を運営する。主にUSA PREMIER LEAGUE に登録。Mazda USA社,Wakunaga of America社がスポンサー。2016年には、11月1日付で、ブルーウェーブの後継球団であるオリックス・バファローズのシニアアドバイザー（SA）に就任。外国人選手の獲得などに関するフロントへの助言などを担う。2019年はMLB開幕戦(シアトル・マリナーズ対オークランド・アスレチックス)が日本で開幕するため、プレシーズン中継も兼ねて日本テレビのゲスト解説者〈副音声も含めて〉として出演。
2019年からは、マネジメント業務をパシフィックリーグマーケティング株式会社へ委託するとともに、アメリカでプロゴルファーとしての活動を開始。日本のPGAプロ資格を取得すべく、PGA主催のプロテストに挑戦している。2024年4月からは、株式会社ゲームプランに所属している。

## 人物
学生時代から「いつかはアメリカに行きたい」と思っていたため、オリックスへの入団後も英語を学習。野球映画『フィールド・オブ・ドリームス』の台詞を録音したうえで、当時発売されていたスクリプト（台本、脚本）を読みながら、移動の新幹線などで台詞を聞いていた。MLB球団への在籍中には、日本人向けに英語の学習方法を記した著書を発表したほか、現場で使われる英語を紹介している。オリックスへの在籍中に近鉄バファローズのエースとして何度も投げ合った野茂英雄が、任意引退の手続きを経て1995年からロサンゼルス・ドジャースへ入団することを知った時には、「先にやられた」という思いと羨ましさが交錯して眠れなかったという。もっとも、その直後の契約更改で長谷川にMLB行きを確約した井箟は、「僕の夢と長谷川の夢が一致した（から確約した）。彼（長谷川）ならメジャー（MLBの公式戦）で2桁勝利を挙げられる」とコメント。現に長谷川は、エンゼルス時代の2000年に、オール救援ながら10勝を記録している。オリックスとマリナーズでチームメイトだったイチローとは、「シギー」と呼ばれるほどプライベートでも親交が深い。イチローが2019年のMLB開幕第2戦で現役引退を表明した際には、「イチローがMLBの価値観を変えた」と語っている。
パソコン好きで一時期インターネットを閲覧し過ぎて肩こりが酷くなったこともあったと語っている。ゴルフの腕前にも優れ、2004年にベスト・アマゴルファーのライアン・ムーアが始球式に登場した際には「チームNo.1ゴルファー」として捕手役に抜擢された。ノーラン・アレナドとゴルフ仲間である。
オリックスSAへの就任直後に兵庫県内で開かれた講演会（2016年11月5日）で、「（SAへ就任する前の2016年シーズン中に）日本ハムから一軍監督就任のオファーを受けたが、（同球団が）パ・リーグで優勝したためにオファーが消滅した」とされる話を披露。この話が一部で報じられたところ、日本ハムの球団幹部が「事実無根で（講演の3日前に契約を延長したばかりの）栗山英樹監督に失礼」として即座に否定したため、オリックス球団では7日付で日本ハム球団に謝罪した。日本ハムでは、2016年のシーズン途中から栗山の続投を決めていたため、講演の時点までに長谷川を一軍監督の候補に検討したことは皆無だという。結局、長谷川は「場を盛り上げるために言った」と陳謝した。

## 詳細情報

### 年度別投手成績
| 年 度    | 球 団      | 登 板 | 先 発 | 完 投 | 完 封 | 無 四 球 | 勝 利 | 敗 戦 | セ 丨 ブ | ホ 丨 ル ド | 勝 率 | 打 者 | 投 球 回 | 被 安 打 | 被 本 塁 打 | 与 四 球 | 敬 遠 | 与 死 球 | 奪 三 振 | 暴 投 | ボ 丨 ク | 失 点 | 自 責 点 | 防 御 率 | W H I P |
| -------- | ---------- | ----- | ----- | ----- | ----- | -------- | ----- | ----- | -------- | ----------- | ----- | ----- | -------- | -------- | ----------- | -------- | ----- | -------- | -------- | ----- | -------- | ----- | -------- | -------- | ------- |
| 1991     | オリックス | 28    | 25    | 11    | 3     | 0        | 12    | 9     | 1        | --          | .571  | 778   | 185.0    | 184      | 15          | 50       | 1     | 6        | 111      | 1     | 1        | 76    | 73       | 3.55     | 1.26    |
| 1992     | オリックス | 24    | 19    | 4     | 0     | 1        | 6     | 8     | 1        | --          | .429  | 602   | 143.1    | 138      | 12          | 51       | 1     | 3        | 86       | 5     | 0        | 60    | 52       | 3.27     | 1.32    |
| 1993     | オリックス | 23    | 22    | 9     | 3     | 2        | 12    | 6     | 0        | --          | .667  | 660   | 159.2    | 146      | 12          | 48       | 1     | 1        | 86       | 3     | 0        | 61    | 48       | 2.71     | 1.22    |
| 1994     | オリックス | 25    | 22    | 8     | 3     | 0        | 11    | 9     | 1        | --          | .550  | 658   | 156.1    | 169      | 12          | 46       | 2     | 2        | 86       | 1     | 1        | 61    | 54       | 3.11     | 1.38    |
| 1995     | オリックス | 24    | 23    | 9     | 4     | 2        | 12    | 7     | 0        | --          | .632  | 700   | 171.0    | 167      | 16          | 51       | 0     | 2        | 91       | 3     | 0        | 62    | 55       | 2.89     | 1.27    |
| 1996     | オリックス | 18    | 16    | 2     | 0     | 0        | 4     | 6     | 1        | --          | .400  | 406   | 87.2     | 109      | 12          | 40       | 1     | 2        | 55       | 0     | 0        | 60    | 52       | 5.34     | 1.70    |
| 1997     | ANA        | 50    | 7     | 0     | 0     | 0        | 3     | 7     | 0        | 3           | .300  | 497   | 116.2    | 118      | 14          | 46       | 6     | 3        | 83       | 2     | 1        | 60    | 51       | 3.93     | 1.41    |
| 1998     | ANA        | 61    | 0     | 0     | 0     | 0        | 8     | 3     | 5        | 10          | .727  | 401   | 97.1     | 86       | 14          | 32       | 2     | 2        | 73       | 5     | 2        | 37    | 34       | 3.14     | 1.21    |
| 1999     | ANA        | 64    | 1     | 0     | 0     | 0        | 4     | 6     | 2        | 6           | .400  | 333   | 77.0     | 80       | 14          | 34       | 2     | 2        | 44       | 4     | 0        | 45    | 42       | 4.91     | 1.48    |
| 2000     | ANA        | 66    | 0     | 0     | 0     | 0        | 10    | 6     | 9        | 18          | .667  | 415   | 95.2     | 100      | 11          | 38       | 6     | 2        | 59       | 2     | 1        | 42    | 37       | 3.48     | 1.44    |
| 2001     | ANA        | 46    | 0     | 0     | 0     | 0        | 5     | 6     | 0        | 11          | .455  | 235   | 55.2     | 52       | 5           | 20       | 5     | 2        | 41       | 2     | 0        | 28    | 25       | 4.04     | 1.29    |
| 2002     | SEA        | 53    | 0     | 0     | 0     | 0        | 8     | 3     | 1        | 8           | .727  | 288   | 70.1     | 60       | 4           | 30       | 8     | 2        | 39       | 0     | 1        | 26    | 25       | 3.20     | 1.28    |
| 2003     | SEA        | 63    | 0     | 0     | 0     | 0        | 2     | 4     | 16       | 12          | .333  | 283   | 73.0     | 62       | 5           | 18       | 3     | 0        | 32       | 0     | 0        | 12    | 12       | 1.48     | 1.10    |
| 2004     | SEA        | 68    | 0     | 0     | 0     | 0        | 4     | 6     | 0        | 12          | .400  | 300   | 68.0     | 67       | 5           | 31       | 4     | 2        | 46       | 1     | 1        | 42    | 39       | 5.16     | 1.44    |
| 2005     | SEA        | 46    | 0     | 0     | 0     | 0        | 1     | 3     | 0        | 3           | .250  | 279   | 66.2     | 66       | 4           | 16       | 1     | 3        | 30       | 0     | 0        | 31    | 31       | 4.19     | 1.23    |
| NPB：6年 | NPB：6年   | 142   | 127   | 43    | 13    | 5        | 57    | 45    | 4        | --          | .559  | 3804  | 903.0    | 913      | 79          | 286      | 6     | 16       | 515      | 13    | 2        | 380   | 334      | 3.33     | 1.33    |
| MLB：9年 | MLB：9年   | 517   | 8     | 0     | 0     | 0        | 45    | 44    | 33       | 83          | .511  | 3031  | 720.1    | 691      | 76          | 265      | 37    | 18       | 447      | 16    | 6        | 323   | 296      | 3.70     | 1.33    |

- 各年度の太字はリーグ最高

### 表彰
NPB
- 新人王（1991年）
- 月間MVP：2回（1994年8月、1995年5月）
- サンスポMVP新人賞（1991年）[19]

### 記録
NPB初記録
- 初登板・初先発登板・初完投：1991年4月11日、対西武ライオンズ3回戦（グリーンスタジアム神戸）、9回4失点で敗戦投手
- 初勝利・初先発勝利・初完投勝利：1991年6月5日、対日本ハムファイターズ10回戦（東京ドーム）、9回1失点
- 初完封勝利：1991年8月9日、対西武ライオンズ18回戦（グリーンスタジアム神戸）

NPBその他の記録
- NPBオールスターゲーム出場：1回（1995年）

MLB
- 28.2回連続無失点（2003年） ※マリナーズ球団記録
- MLBオールスターゲーム選出：1回（2003年）
- 517試合登板 ※日本人最多記録[2]

### 背番号
- 17 （1991年 - 1996年、2002年 - 2005年）
- 21 （1997年 - 2001年）

## 関連情報

### 著書および関連書籍
- 『適者生存―長谷川滋利メジャーリーグへの挑戦 1997‐2000』（2000年11月：ぴあ）
- 『メジャーリーグで覚えた僕の英語勉強法』（2001年11月：幻冬舎）
- 『適者生存―メジャーへの挑戦』（2003年9月：幻冬舎文庫）
- 『不可能を可能にすること 僕のメジャーリーグ日記』（2003年12月：幻冬舎）
- 『自分管理術―チャンスに勝つ ピンチで負けない』（2005年10月：幻冬舎文庫）
- 『超一流じゃなくても「成功」できる』（2006年8月：新潮社）
- 『素晴らしき!メジャーリーガー人生』（2006年10月：日経BP社）
- 『素晴らしき日本野球』（2007年4月：新潮社）
- 『長谷川 滋利のメジャーリーグがますます楽しくなる観戦術』（2007年7月：ワニブックス）
- 『一球の心理学-勝敗をわける分ける微妙なアヤを読み解く』（2008年5月：ダイヤモンド社）
- 『メジャーリーグここだけの話』（2010年8月：講談社）
- 『メジャーで勝つ-日本人ピッチャーの心技体』（2011年9月：ベースボールマガジン社）
- 『私が見た-大谷翔平とメジャー新時代』（2019年9月：祥伝社新書）

### 出演
- ニュースステーション（テレビ朝日）1991年、2000年にゲスト出演。
- メジャーリーグ中継（NHK）
- 長谷川滋利の野球術 （TBSラジオ、2006年10月2日 - 2007年3月26日）
- 松本ひでおと長谷川滋利のやっぱり、野球は面白い!（ニッポン放送、2007年4月2日 - 2008年9月8日）

長谷川はアメリカ在住であるため、日本に帰国している時以外は、現地と日本をつないで出演している。